# Adieu Galaxy Express 999
Прощай, Галактический экспресс 999: Конечная станция — «Андромеда» (яп. さよなら銀河鉄道９９９: アンドロメダ終着駅) — полнометражный анимационный фильм японского режиссёра Ринтаро.
Этот аниме-фильм был создан на основе манги Лэйдзи Мацумото, по которой было сделано много аниме-сериалов и фильмов.
В 1981 году фильм был удостоен награды «Anime Grand Prix», которую присуждают читатели японского журнала Animage путём голосования и выбора аниме года.
Производством аниме занималась студия Toei Animation, дистрибьютором фильма выступила компания Toei. Этот фильм является продолжением киноверсии сериала «Галактический экспресс 999».

## Сюжет
Действие происходит через три года. Люди на Земле подняли восстание против мехарей, которое превратилось в масштабную войну против Мехаимперии, так как жители других планет тоже взбунтовались против мехарей. Тэцуро участвует в сопротивлении. Неожиданно он получает от посыльного аудио-сообщение, в котором голос Мэтэл просит его немедленно садится на 999-й. Тэцуро пробирается в развалины вокзала и действительно находит там Экспресс с Проводником и мехарём-официанткой Метальменой, которая заменяет Клэр, однако Мэтэл там нет и Проводник не помнит, где она сошла. Выясняется, что Мехавоз следует какому-то неизвестному приказу ГЖД, по которому никто совершенно не знает, где у него будет конечная остановка.
Перед прибытием на спутник Хэви Мэлдер Ла-Мэтэл 999-й чуть не сталкивается с таинственным чёрным составом, который называет себя Поезд-призрак. По прибытии Тэцуро выясняет, что это родная планета Промесюм и Мэтел (манга и сериал подразумевали, что их родная планета Промесюм). Здесь он присоединяется к местным повстанцам, где знакомится с инопланетянином Мяударом. От него он, к своему ужасу, узнаёт, что, по слухам, Мэйтел заняла место её матери. Обследуя окрестности они находят разрушенный замок, где Тэцуро находит два красивых портрета с женщинами, очень похожими Мэтэл и её мать. При посадке на Экспресс неожиданно появляется сама Мэтэл и объясняет Тэцуро, что сообщение было фальшивым: она его не посылала, но кому-то было нужно, чтобы Тэцуро сел на 999-й. После отбытия Экспресс неожиданно сталкивается с космической станцией некого Чёрного Рыцаря Фауста, который требует встречи с Мэтэл и Тэцуро. Встретившись с ними, он неожиданно помещает Тэцуро во временной портал, где тот со стороны наблюдает тот самый вечер, когда его мать была убита (концепция сцены целиком взята из аналогичной сцены в Замке Времени в версии манги и сериала). После возвращения Фауст неожиданно исчезает, а станция начинает рушиться. Мэтэл и Тэцуро спасаются на Экспрессе и прибывают на планету Мозаика, которая является предпоследней остановкой перед планетой Великая Андромеда — столицей Мехаимперии. Здесь Тэцуро находит Поезд-призрак и слышит, как из одного его вагона льётся мелодия, которую он слышал из музыкального кулона Мяудара. Он пытается проникнуть внутрь, но чуть не погибает, когда из недр вагона выдвигается пушка.
Прибыв на Великую Андромеду, Тэцуро вновь сталкивается с Фаустом, а заодно выясняет, что слухи не врали: Мэтэл действительно назначена новой королевой Мехаимперии. Сама же Мэтэл намерена покончить с Мехаимперий и раскрывает Тэцуро ещё один ужасный секрет мехател: с помощью специальных аппаратов из тел живых людей выкачивают жизненную энергию в виде крохотных огоньков, которые затем заключают в крохотные капсулы, которые употребляют, как пилюли, мехари. Тэцуро, взглянув на машину, которая занимается сбором этих самых огоньков, с ужасом и горем находит в груде мёртвых тел Мяудара. Между тем, обнаруживается, что на Великой Андромеде находится разум Промесюм, которую на этот раз так легко не уничтожить. Но тут к Великой Андромеде подлетает некая аномалия под названием Ведьма Серена (нечто аналогичное Чёрное Дыре), питающаяся машинной энергией и поэтому привлечённая Великой Андромедой из-за её гигантских энергетических ресурсов. Пока планета рушится, засасываясь в Ведьму Серену, Галактический Экспресс успевает вовремя взлететь. Тэцуро, орудуя в кабине Мехавоза, случайно сталкивается там с Фаустом и после непродолжительной битвы наносит ему фатальный удар, после чего Фауста (поскольку он на самом деле оказывается мехарём) засасывает Ведьма Серена и показывается, что он на самом деле был отцом Тэцуро (манга и сериал не раскрывают, что случилось с отцом Тэцуро; сюжетно он считается там мёртвым ещё до начала действия). Остатки Великой Андромеды добивают Харлок и Эмеральдас.
Экспресс возвращается на Ла-Мэтэл. Теперь, когда Мехаимперия окончательно пала, повстанцы собираются, чтобы отправиться на Землю и добить там оставшихся Мехарей. Когда Экспресс трогается, Тэцуро обнаруживает, что Мэтэл осталась на платформе, глядя с тоской вслед улетающему Экспрессу. Мысли Мэтэл в этой сцене показывают, что она своего рода призрак уходящей юности Тэцуро, символ его детства, которое теперь закончилось (один из лейтмотивов данного аниме). Тэцуро, смирившись с тем, что Мэтэл потеряна для него, возможно, навсегда, настраивается на возвращение на Землю.

## Персонажи
| Персонажи           | Японский Дубляж |
| ------------------- | --------------- |
| Тэцуро Хосино       | Масако Нодзава  |
| Мэйтел              | Масако Икэда    |
| Металмена           | Ёко Асагами     |
| Фауст               | Тору Эмори      |
| Проводник           | Канэта Кимоцуки |
| Капитан Харлок      | Макио Иноуэ     |
| Королева Эмеральдас | Рэйко Тадзима   |
| Тотиро Ояма         | Такаси Тояма    |
| Кэй Юки             | Тиёко Кавасима  |
| Миимэ               | Норико Охара    |
| Кэй Юки             | Тиёко Кавасима  |
| Мать Тэцуро         | Акико Цубой     |
| C62 48              | Хидэкацу Сибата |
| Мяюбар              | Кэй Томияма     |
| Промесюм            | Риёко Киномия   |
| Рассказчик          | Тацуя Дзё       |
| Партизан            | Сюитиро Морияма |
| Командир партизан   | Тикао Оцука     |

## Музыка
Музыка написана японским композитором Осаму Сёдзи (яп. 東海林修).
Американская певица Мэри Макгрегор (Mary MacGregor) написала и исполнила две песни для этого аниме:
1. «Sayonara» («Прощай»). Песня была распродана тиражом в 300 тысяч экземпляров.[2]
  - Слова： Мэри Макгрегор.
  - Музыка： Мэри Макгрегор, Брайан Витком (Brian Whitcomb).
2. «Love Light» («Свет любви»)
  - Слова： Мэри Макгрегор.
  - Музыка： Брайан Витком, Дэвид Дж. Холман (David J. Holman).

## Критика
Фильм получил в основном положительные отзывы. Критики хвалили технические достоинства 
и визуальные эффекты, но упрекали создателей в бедной сюжетной линии и приверженности к 
экшн-сценам в ущерб философскому содержанию.
Эмануэль Сильва Сена для бразильской Animehaus заметил, что с технической точки зрения, фильм стал намного лучше по сравнению с предыдущим, так как были устранены некоторые шероховатости, и рисовка стала более гладкой. Многие сложные анимационные эпизоды сделаны вручную, великолепны и детализированы, широкое использование красок и контрастов, прекрасная оркестровка саундтреков, и значительное улучшение в движении персонажей. Говоря коротко, технически безупречно сделанная работа. Сравнивая этот фильм с предыдущим, Эмануэль Сильва Сена отметил, что требуется немного больше времени, чтобы разобраться в перипетиях повествования, но если зритель немного подождет, то начнёт понимать как всё идеально на своём месте. 
Заканчивая свою рецензию, он написал: 

Как и предыдущий фильм, «Прощай, Галактический экспресс 999» достоин уважения, прекрасный во всех отношениях, и обязательный к просмотру всем любителям анимации и занимательных историй. В высшей степени рекомендован, и доказывает, что продолжение классики действительно может избежать многих клише и стать уникальным и ценным приключением.
Оливер Армкнехт в ревью для немецкого Film-Rezensionen.de обратил внимание на заметное сокращение философской части фильма. Пока Тэцуро добирается до Галактического экспресса 999, уже проходит четверть из более чем двухчасового фильма, и она в основном состоит из перестрелок мальчика и его друзьей-повстанцев с ордами роботов. Но даже если дальше начинают просматриваться зрелые моменты предшественника, Оливер считает, что общий тон повествования уходит от меланхолических грёз к более экшн-ориентированному сюжету. 
В конце он добавил, что хотя сюжет «Прощай, Галактический экспресс 999» довольно разочаровывает, там есть на что посмотреть: 

Конечно, нельзя требовать от фильма, произведённого в 1981 году, высоких стандартов, но даже так произведение выглядит как из другого мира. Вместе с обычными в то время комическими звуковыми эффектами и техно-музыкой, фильм имеет фантастические достоинства, которые иногда кажутся сюрреалистическими. Конечно это не может компенсировать все слабости сюжета, тем не менее, пусть эта вторая кинопоездка на легендарном поезде станет новым увлекательным путешествием.
Сайт TV guide дал более положительную оценку, заметив, что несмотря на затянутость и перегруженость деталями, «Прощай, Галактический экспресс 999» остается превосходным произведением анимационного искусства, предлагающим завораживающее путешествие во Вселенную, созданую самыми творческими фантазиями. Далее сайт TV guide отметил творческий талант режиссёра: 

В этой ранней работе режиссёра Ринтаро проявляется его склонность к сюрреалистическому воображению. Крайняя стилизация представлена пассажирским поездом 19-го века, летящим через галактику, кораблями космических пиратов, сделанных наподобие старых парусников, захватывающие планетарные пейзажи, и города роботов с километрами и километрами светящихся, разноцветных механических башен.
Стивен, автор многих рецензий для сайта SilverEmulsion.com, заметил, что фильм превратился в полностью другой жанр, "это приключенческий экшн, а не философская драма", и что если вы будете судить о нем по стандартам первого фильма, это вас не очень впечатлит. Он дал такой совет своим читателям: 

Просто считайте его экшн-фильмом, так как он полон веселых приключений, которые затмевают первый фильм на каждом шагу. Вы можете возмутиться, что как сиквел он не выполняет своей роли, но если отойдете от этих ожиданий, вы хорошо проведёте время.